# متعدد شعب ريماني

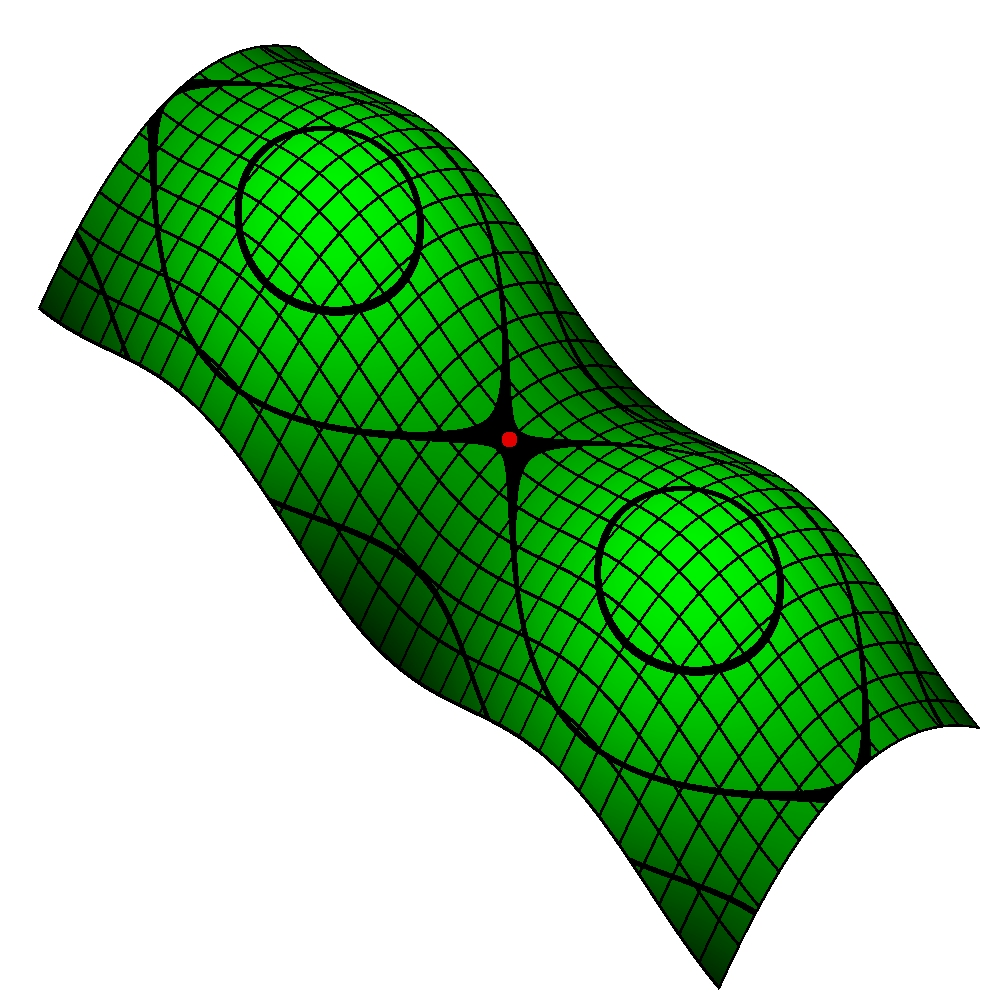

في الهندسة التفاضلية، متعدد شعب ريماني أو فضاء ريماني (بالإنجليزية: Riemannian manifold)‏ هو متعدد شعب أملس مزود بجداء داخلي...